# ポータウンのなかまたち
ポータウンのなかまたち（Tinpo）は、アメリカ・イギリス・日本が共同で制作している未就学児向けのテレビアニメ。

## 概要
元々このアニメは、アメリカのCBSのKEWLopolisで2007年10月3日に短編として公開されていた。その後、イギリスのBBCでCBeebiesでの放送が決まり、2018年12月10日に放送された。2019年6月3日にはカナダでTVOKidsでの放送が開始した。
日本では2020年7月12日から10月11日までテレビ東京系列にて『パウ・パトロール ベストセレクション+』内で放送された。日本では尺の関係でオープニングとエピソードタイトルが再編集されている。また、電通が日本語吹き替え版の製作を担当するのは、『マドレーヌといっしょに』以来19年ぶりとなる。

## ストーリー
架空の街"ポータウン"で起こる問題は彼ら"チーム・トンポ"におまかせ！
これは町のみんなが困ってるのをチームのみんなで助け合い、様々な問題をバッチリと解決していく物語である。

## キャラクター
トンポ（Tinpo）
声 - 加藤ルイ 英 - ロス・グラント
チーム・トンポのリーダーの男の子、色は青色。
ララポ（Dougpo）
声 - 高垣彩陽 英 - リジー・ウォーターウォース・サント
チーム・トンポのメンバーの女の子、色は黄色。
ロジポ（Logipo）
声 - 山口勝平 英 - キース・ウィッカム
チーム・トンポのメンバーの男の子、色は赤に近いオレンジ色（朱色）。
ナナポ（Hackpo）
声 - 斎藤千和 英 - ジョアンナ・ルイズ
チーム・トンポのメンバーの女の子、色は紫色。

## サブタイトル
日本では2話本立ての15分編成、全13話放送。
| 話数 | 話数 | サブタイトル             | 原題                       | 放送日          | 放送日         |
| ---- | ---- | ------------------------ | -------------------------- | --------------- | -------------- |
| 1    | 1    | ひとつのドア             | One Door                   | 2018年 12月10日 | 2020年 7月12日 |
| 1    | 2    | とべないひこうき         | Birds on a Plane           | 12月11日        | 2020年 7月12日 |
| 2    | 3    | ゆうえんちへのちかみち   | Road to Nowhere            | 12月12日        | 7月19日        |
| 2    | 4    | あめのひのあそび         | Odd Ball                   | 12月13日        | 7月19日        |
| 3    | 5    | あっちこっちボール       | Kick Around                | 12月14日        | 7月26日        |
| 3    | 6    | スタジアムをつくろう     | Piled-Up Play              | 12月17日        | 7月26日        |
| 4    | 7    | パズルをとこう           | Puzzlin' Tool Wall         | 12月18日        | 8月2日         |
| 4    | 8    | すてきなかだんのばしょ   | On the Bright Side         | 12月19日        | 8月2日         |
| 5    | 9    | めいろのはらっぱ         | The Amazin' Fence          | 12月20日        | 8月16日        |
| 5    | 10   | かくれんぼのめいじん     | Hiders N' Seekers          | 12月21日        | 8月16日        |
| 6    | 11   | アヒルのジャンプ         | Ducking and Diving         | 2019年 1月28日  | 8月23日        |
| 6    | 12   | おうちはどこ？           | A Whiff of Home            | 1月29日         | 8月23日        |
| 7    | 13   | ポタ、ポタ、ポッチャン！ | Drip, Drip, Drip           | 1月30日         | 8月30日        |
| 7    | 14   | おくじょうビーチ         | Roof-a-Way Beach           | 1月31日         | 8月30日        |
| 8    | 15   | かぜのつよいひ           | Let's Go Buy a Kite        | 2月1日          | 9月6日         |
| 8    | 16   | はまったメガ・トラック   | Mega Stuck Truck           | 2月4日          | 9月6日         |
| 9    | 17   | りんごのしゅうかく       | Apple Grapple              | 2月5日          | 9月13日        |
| 9    | 18   | うえへ、したへ           | What Goes Up               | 2月6日          | 9月13日        |
| 10   | 19   | ノリノリペンキぬり       | A Different Beat           | 2月7日          | 9月20日        |
| 10   | 20   | おんがくをとどけよう     | Pop Music                  | 2月8日          | 9月20日        |
| 11   | 21   | ぐるぐるダンス           | Room to Dance              | 2月11日         | 9月27日        |
| 11   | 22   | はじめてのおとまり       | Home Away From Home        | 2月12日         | 9月27日        |
| 12   | 23   | たくさんのにもつ         | Thinking Outside the Boxes | 2月13日         | 10月4日        |
| 12   | 24   | なが～いかいだん         | One Step at a Time         | 2月14日         | 10月4日        |
| 13   | 25   | カッチコチHQ             | Frozen Out                 | 2月15日         | 10月11日       |
| 13   | 26   | やまないゆき             | Say Snow Go                | 3月25日         | 10月11日       |

## 放送局
| 放送期間                                                                                               | 放送時間           | 放送局             | 対象地域       | 備考             |
| --- | ------------------ | ------------------ | -------------- | ---------------- |
| 2020年7月12日 - 10月11日                                                                               | 日曜 7:00 - 7:30   | テレビ東京         | 関東広域圏     |                  |
| |                    | テレビ北海道       | 北海道         |                  |
| |                    | テレビ愛知         | 愛知県         |                  |
| |                    | テレビ大阪         | 大阪府         |                  |
| |                    | テレビせとうち     | 岡山県・香川県 |                  |
| |                    | TVQ九州放送        | 福岡県         |                  |
| 2020年11月28日 - 2021年2月27日                                                                         | 土曜 11:00 - 11:15 | キッズステーション | 日本全域       | リピート放送あり |
| テレビ東京系列では『パウ・パトロールベストセレクション+』の番組内で放送、放送されるのは7時14分ぐらい。 |                    |                    |                |                  |

| 配信期間        | 配信時間      | 配信元                                                         | 備考 |
| --------------- | ------------- | -------------------------------------------------------------- | ---- |
| 2020年7月12日 - | 日曜 7:30更新 | あにてれ、Amazonプライム・ビデオ、GYAO!、U-NEXT、dアニメストア |      |

| テレビ東京系列 日曜7:00 - 7:30枠            | テレビ東京系列 日曜7:00 - 7:30枠                                  | テレビ東京系列 日曜7:00 - 7:30枠                           |
| 前番組                                      | 番組名                                                            | 次番組                                                     |
| ------------------------------------------- | ----------------------------------------------------------------- | ---------------------------------------------------------- |
| パウ・パトロール （2020年1月12日 - 7月5日） | パウ・パトロール ベストセレクション+ （2020年7月12日 - 10月11日） | アイカツ！ベストセレクション （2020年10月18日 - 11月29日） |

## スタッフ
- 原作 - クラウドコー・エンターテインメント
- 配給 - BBCテレビジョン

### 日本語版製作スタッフ
- 音響監督 - みさわあやこ
- アシスタントプロデューサー - 佐藤弥生
- サウンドミキサー - 辻誠、室井央基
- 番組宣伝 - 大江繭子
- 番組担当 - 村松紗也子
- 製作 - 鈴木健介、長澤和典、浦郷洋、西部育、飯塚菜々子
- プログラムマネージャー - 宮崎和寛
- プロデューサー - 木村朋枝
- 協力 - 渡辺拡人、升井香織、榎本芳幸
- 翻訳 - 日本映像翻訳アカデミー
- サウンドスタジオ - IMAGICA SDI Studio
- ビデオ編集 - 宮崎大輔、石上大樹
- 日本語版制作 - オー・エル・エム・デジタル、IMAGICA Lab.
- 日本語版製作 - オー・エル・エム、電通